# Absalom Willis Robertson

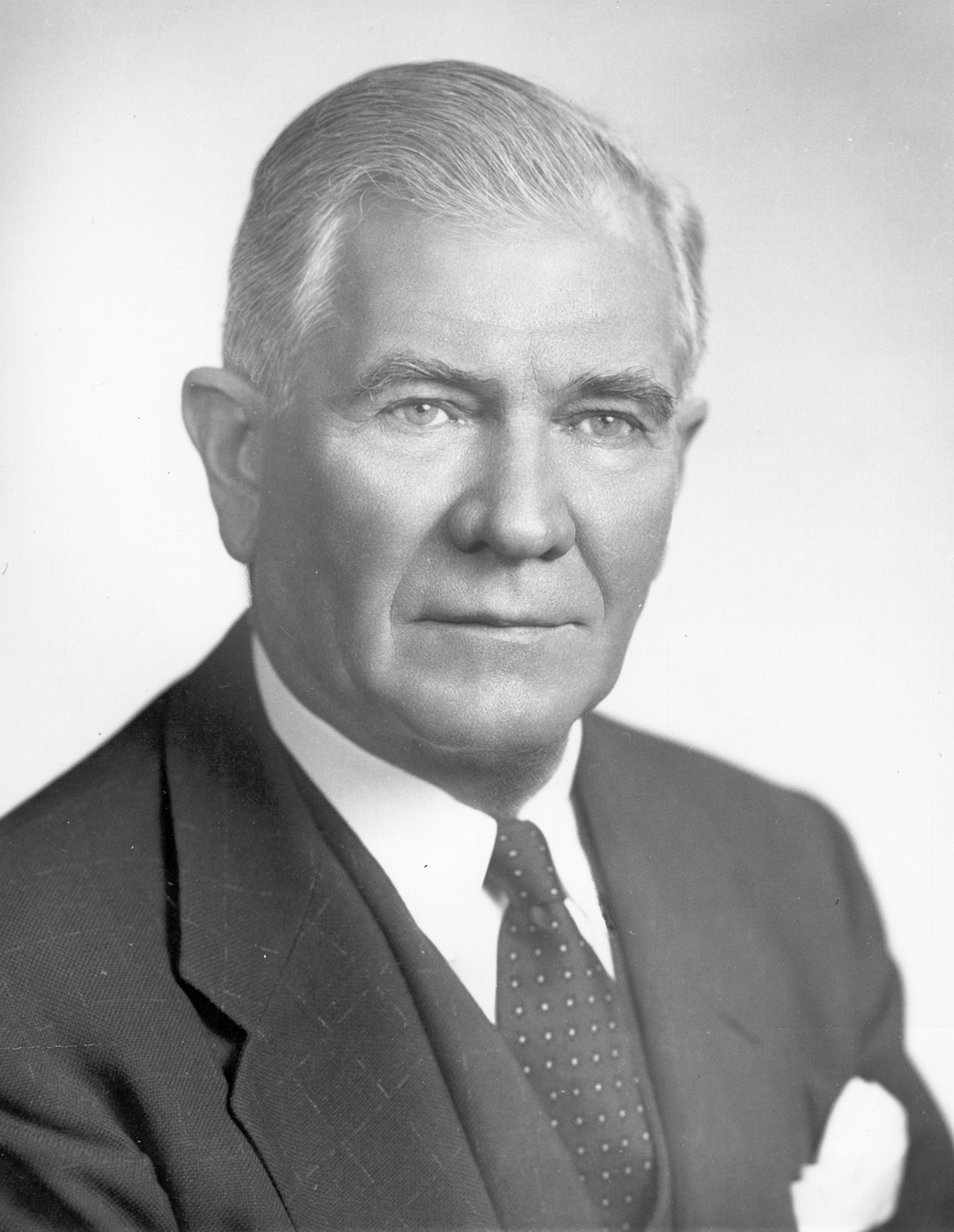
Absalom Willis Robertson

Absalom Willis Robertson (* 27. Mai 1887 in Martinsburg, West Virginia; † 1. November 1971 in Lexington, Virginia) war ein US-amerikanischer Jurist und Politiker. Er vertrat den Bundesstaat Virginia in beiden Kammern des Kongresses.

## Persönlicher Werdegang
Absalom Willis Robertson wurde 1887 in Martinsburg als Sohn von Franklin Pierce Robertson und Josephine Ragland, geboren. Mit seinen Eltern zog er 1891 nach Lynchburg in Virginia. Er besuchte dort sowie in Rocky Mount die öffentlichen Schulen und graduierte 1907 an der University of Richmond. Im Jahr darauf bestand er sein juristisches Examen an dieser Universität und wurde in die Anwaltskammer aufgenommen, woraufhin er in Buena Vista zu praktizieren begann.
Während des Ersten Weltkrieges diente Robertson in der US Army. 1919 verlegte er seinen Wohnsitz und seine Kanzlei nach Lexington. Von 1922 bis 1928 fungierte er als Staatsanwalt im Rockbridge County.

## Politik
1916 zog Robertson als Demokrat in den Senat von Virginia ein, in dem er bis 1922 verblieb. 1932 wurde er dann für den siebten Wahlbezirk von Virginia in das US-Repräsentantenhaus gewählt; die Wiederwahl gelang ihm sechsmal. Dann trat er 1946 bei der Nachwahl für das Mandat des verstorbenen US-Senators Carter Glass an und entschied diese für sich. Nachdem er die verbleibende zweijährige Amtszeit absolviert hatte, kandidierte er noch drei weitere Male und setzte sich jeweils durch.
Robertson war ein typischer Byrd Demokrat und sehr konservativ bei sozialen Themen. Des Weiteren war er Vorsitzender des Senate Committee on Banking, Housing, and Urban Affairs zwischen 1959 und 1966. Im Jahr 1956 war Robertson einer von 19 Senatoren, die das Southern Manifesto unterzeichneten, eine Erklärung, die das Urteil des United States Supreme Court im Fall „Brown v. Board of Education“ und die infolgedessen resultierende Aufhebung der Rassentrennung (Desegregation) verurteilte. Während Präsident Lyndon B. Johnson seine Ehefrau Lady Bird auf eine Zugreise durch den Süden sandte, um Rückendeckung für den Civil Rights Act und den Voting Rights Act zu erhalten, war Robertson einer von vier Südstaatensenatoren, die ein Treffen mit ihr auf dieser Reise ablehnten. Zur Vergeltung warb Präsident Johnson persönlich 1966 für William B. Spong als US-Senator, einen in beträchtlichem Ausmaß liberaleren Demokraten, bei der nächsten demokratischen Vorwahl. Mittlerweile rückten sogar einige der Byrd-Demokraten von ihrer starrsinnigen Haltung gegenüber der Eingliederung als Unterstützer von Robertson und den Schöpfer dieser Bewegung Harry F. Byrd ab. Bei der nachfolgenden Vorwahl besiegte Spong Robertson in einer der größten Verunsicherungen in Virginias politischer Geschichte – ein Ereignis, das als Anfang vom Ende der Dominanz der Byrd-Demokraten in Virginias Staatspolitik erachtet wird.
Nach seiner Wahlniederlage zog er sich zurück und lebte in Lexington bis zu seinem Tod am 1. November 1971. Absalom Willis Robertson wurde auf dem Stonewall Jackson Memorial Cemetery beerdigt. Sein bekanntester Sohn ist der protestantische Fernsehprediger Pat Robertson.